# A XXVI-a Dinastie a Egiptului Antic
Dinastia a Douăzeci și Șasea a Egiptului (Dinastia XXVI, alternativ Dinastia a 26-a sau Dinastia 26) a fost ultima dinastie nativă care a condus Egiptul înainte de cucerirea persană în 525 î.Hr. (deși au urmat altele). Domnia dinastiei (664–525 î.Hr.) este numită și Perioada Saită după orașul Sais, unde faraonii acesteia și-au avut capitala, și marchează începutul Perioadei Târzii a Egiptului Antic.

## Faraonii Dinastiei a 26-a
| Numele Faraonului                 | Imagine                              | Domni        | Numele de tron | Înmormântare | Consoartă                      | Comentarii |
| --------------------------------- | ------------------------------------ | ------------ | -------------- | ------------ | ------------------------------ | --- |
| Psamtik I </br> Psametichus I     | </img>                               | 664–610 î.Hr | Wahibre        | Sais         | Mehytenweskhet                 | A reunificat Egiptul și a pus capăt controlului nubian asupra Egiptului de Sus. Manetho îi dă 54 de ani de domnie. |
| Necho II                          |                                      | 610–595 î.Hr | Wehemibre      |              | Khedebneithirbinet I           | Necho al II-lea este faraonul cel mai des menționat în mai multe cărți ale Bibliei. |
| Psamtik II </br> Psametichus II   | Statue of Psamtitk II. Louvre Museum | 595–589 î.Hr | Neferibre      |              | Takhuit                        | |
| Wahibre Haaibre </br> (Apries)    |                                      | 589–570 î.Hr | Haaibre        |              |                                | Răsturnat și exilat de Amasis al II-lea. S-a întors în Egipt în fruntea unei armate babiloniene, dar a fost învins și probabil ucis. Manetho îi dă 19 ani de domnie.                                                                                         |
| Amasis II </br> Ahmose II         | </img>                               | 570–526 î.Hr | Khnem-ib-re    | Sais         | Tentkheta </br> Nakhtubasterau | Herodot susține că, atunci când Cambises al II-lea a invadat Egiptul, dându-și seama că nu a fost capabil să se răzbune pentru faptele și înșelăciunile anterioare ale lui Amasis, i-a deshumat trupul, l-a profanat și a ars ceea ce a mai rămas din mumie. |
| Psamtik III </br> Psametichus III |                                      | 526–525 î.Hr | Ankhkaenre     |              |                                | După Herodot, condus doar 6 luni înainte de invazi persană condusă de Cambise al II-lea . |